# AC-475
A AC-475 é uma rodovia brasileira, pertencente ao estado do Acre. Ela foi totalmente asfaltada em 2007, motivada pela forte produção agrícola da região. Possui 54 km de extensão.
Liga a BR-364 à cidade de Plácido de Castro, já na fronteira com a Bolívia, passando pelo município de Acrelândia. Também é chamada de Estrada do Agricultor, devido a região que é cortado por ela ser um importante pólo na produção de grãos e leite.